# Fay-le-Clos
Fay-le-Clos este o comună în departamentul Drôme din sud-estul Franței. În 2009 avea o populație de 158 de locuitori.

## Evoluția populației
| An        | 1975 | 1982 | 1990 | 1999 | 2006 | 2009 |
| --------- | ---- | ---- | ---- | ---- | ---- | ---- |
| Populație | 143  | 144  | 151  | 169  | 157  | 158  |